# Gerhard Maier (Moderator)

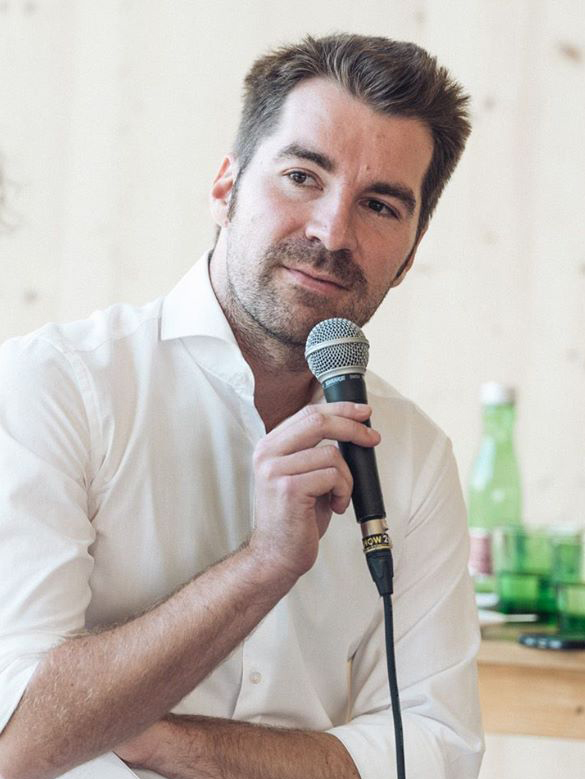
Gerhard Maier (2018)

Gerhard Maier (* 16. Juni 1982 in Judenburg) ist ein österreichischer Mediensprecher. Er leitet die strategische Kommunikation der Interessengemeinschaft Windkraft Österreich. Bis 2024 war er TV-Moderator und Journalist beim ORF.

## Leben
Nach der Matura studierte Gerhard Maier Journalismus und Public Relations an der FH Joanneum. Seine journalistische Karriere beginnt 2006 beim ORF Radiosender Ö1 in der Journalredaktion (Chronik), wo er unter anderem Beiträge für das Ö1-Mittagsjournal gestaltet. Nach einem kurzen Abstecher in die Radio- und Fernsehredaktion des ORF-Landesstudios Wien wechselt er 2007 als Reporter zu Ö3. Dort moderiert er gelegentlich die Ö3-Nachrichten und betreut den Ö3-Wecker. Von 2013 bis 2019 präsentiert er abwechselnd mit Christiane Wassertheurer das ZIB Magazin und den ZIB Flash auf ORF eins. Für die ZIB-Sendungen auf ORF1 gestaltet Maier laufend Beiträge und Reportagen aus dem In- und Ausland. Von April 2019 bis März 2020 moderierte er mit der ZIB18, ZIB20, ZIBnacht und den ZIBFlashes alle News-Sendungen auf ORF1.  Seit Beginn der COVID19-Krise und den österreichweiten Schulschließungen hat er die Jugend-Nachrichten der ZIB Zack mitentwickelt und moderiert. Für das zweiteilige Fact-Fiction-Wahlformat Wien wählt: Die Hauptstadt-Saga, das im Vorfeld zur Wiener Landtagswahl 2020 auf ORF1 ausgestrahlt wurde, gehörte er zum Konzeptions- und Gestaltungsteam. 2022 gehörte er der ersten Kohorte des Oxford Climate Journalism Network an, einem renommierten Fortbildungs-Netzwerk für Klimajournalistinnen am Reuters Institute der University of Oxford. Von 2022 bis 2024 gestaltete und moderierte er jeweils samstags wöchentlich das von ihm konzipierte ZIB Magazin Klima, eine Schwerpunktausgabe des ZIB Magazin.
Neben seiner Tätigkeit als Fernseh-Moderator war Gerhard Maier auch als Live-Moderator auf der Bühne tätig. 2019 moderierte er unter anderem im Doppel mit Lisa Gadenstätter die deutschen JUVE Awards in der Alten Oper in Frankfurt. 2016 moderierte er etwa die Verleihung des ADGAR-Werbepreis 2016 des Verbands Österreichischer Zeitungen.
Seit 2025 ist er Leiter der strategischen Kommunikation und Pressesprecher der Interessengemeinschaft Windkraft Österreich.
Er lebt in Wien.

## Trivia
Zu verstärkter medialer Aufmerksamkeit kam Gerhard Maier durch eine Panne im ZIB Magazin am 1. April 2014. Er kündigte einen Beitrag zum Thema Pilotenstreik der Lufthansa an, der zu diesem Zeitpunkt noch nicht fertiggestellt war. So füllte er die eineinhalb Minuten Wartezeit mit variierten Floskeln mit Luftfahrt-Bezug und entwickelte so eine humoristische Dimension: "Die Geschichte ist noch im Flug, vielleicht ist auch nicht das beste Flugwetter" oder "der Flug sollte jetzt starten".

## Auszeichnungen
- 2024: K3-Preis für Klimajournalismus[14]